# Karlslunde Kirke
 Ikke at forveksle med Karlslunde Strandkirke.
Karlslunde Kirke ligger på Hovedgaden i Karlslunde i Greve Kommune.

## Historie
Tekst mangler, hjælp os med at skrive teksten

## Interiør
Tekst mangler, hjælp os med at skrive teksten

## Gravminder
Den canadiske flyver Keith Willard Rainford( 1922 - 1945) ligger begravet på kirkegården. Hans lig blev fundet af lokale borgere ved Karlslunde strand i 1945 efter befrielsen og han fik en flot begravelse fra kirken med deltagelse af mange borgere og Frihedskæmpere. Hans forældre og søster fik i 1998 deres urner nedsat på samme gravsted efter tilladelse fra menighedsrådet.

## Eksterne kilder og henvisninger
1. ↑  Keith Willard Rainford  på airmen.dk hentet 4. august 2019

- Karlslunde Kirke hos KortTilKirken.dk
- Karlslunde Kirke hos danmarkskirker.natmus.dk (Danmarks Kirker, Nationalmuseet)